# Lloyd Smucker
Lloyd K. Smucker, född 23 januari 1964 i Lancaster, Pennsylvania, är en amerikansk republikansk politiker. Han är ledamot av USA:s representanthus sedan 2017.
Smucker besegrade demokraten Christina M. Hartman i kongressvalet 2016.